# Ludvig Wolff
Ludvig Wolff, född 17 januari 1860 i Göteborg, död 4 mars 1948 i Stockholm, var en svensk läkare.
Ludvig Wolff var son till Moritz Wolff och Ernestine Samter. Efter mogenhetsexamen i Göteborg 1878 studerade han vid Karolinska Institutet där han blev medicine kandidat 1884 och medicine licentiat 1887 samt efter disputation i Uppsala 1888 medicine doktor där 1889. Han drev 1887–1935 enskild praktik i Göteborg, där han 1888–1902 förestod en kommunal poliklinik för magsjukdomar. Somrarna 1902–1909 var han intendent vid Särö havsbad. Han blev 1908 ledamot av Vetenskaps- och vitterhetssamhället och var dess ordförande 1923. Wolf var en särpräglad, i hög grad mångintresserad natur och ännu i hög ålder produktiv i skrift. Särskilt var han intresserad av medicinhistoriska och allmänkulturella ämnen, vilka han vid sidan av rent medicinska avhandlade i både facktidskrifter och dagspress.